# سرك الخافي (مسلسل)
سرّك الخافي، مسلسل كويتي، من إخراج مناف عبدال، وتأليف محمد النشمي.

## نبذة عن المسلسل
المُسلسل كويتي، من إخراج مناف عبدال، والمسلسل مأخوذ عن رواية «جناح الذل» للكاتب محمد النشمي. يطرح المسلسل قضايا اجتماعية، حيث أهل الثقة، وكيف تختارهم، والابتزاز والتكسب على حساب الآخرين.

## الممثلون
شارك في المُسلسل عددًا من الفنانيين، منهم:
- علي جمعة.
- حسين المنصور.
- عبير أحمد.
- عبد الله بوشهري.
- علي كاكولي
- ليلى عبد الله.
- إيمان الحسيني.
- سعاد سليمان
- مي البلوشي.
- أسمهان توفيق.
- محمد صفر.
- رانيا شهاب.
- أحمد بن حسين.
- كفاح الرجيب.
- شيماء قمبر.
- شهد سلمان.